# Juan Vicente Bolívar y Ponte
Juan Vicente Bolívar y Ponte-Andrade, (La Victoria, 15 de octubre de 1726 - Caracas, 19 de enero de 1786) fue un comerciante y militar español, conocido por ser el padre de Simón Bolívar.

## Biografía
Sus padres fueron el político aragüeño Juan de Bolívar y Martínez de Villegas (bisnieto de Simón de Bolívar y Castro) y su segunda esposa la caraqueña María Petronila Ponte-Andrade y Marín. Descendía de españoles originarios de Vizcaya (Vascongadas, España) y de Galicia.

## Fortuna
Heredó una considerable fortuna de sus padres que logró incrementar, entre sus propiedades figuraban dos haciendas de cacao, una en los valles del Tuy de Venezuela, y otra en Morón, cerca de Puerto Cabello; inmuebles en Caracas y La Guaira, así como un almacén donde se vendían telas finas; propiedades menores en Zuata, Caicara y los valles de Aragua; un ingenio azucarero en San Mateo y el Hato de Totumo, en Tiznados. Llegó a convertirse en unos de los hombres más ricos de las colonias del Imperio Español.

## Trayectoria militar y cargos en la administración virreinal
Desde joven se involucró en la carrera de las armas. En marzo de 1743, a sus 16 años, luchó como voluntario en las fuerzas del gobernador Gabriel de Zuloaga que defendieron el Puerto de La Guaira del ataque de la flota inglesa del almirante Charles Knowles, en el marco de la Guerra del Asiento (1739–1748). Fue designado procurador de Caracas en 1747 por el Cabildo de la ciudad. 
Entre 1753 y 1758, aproximadamente, residió en España; en 1759 es nombrado Teniente de Gobernador por el gobernador Felipe Ramírez de Estenoz, para entonces fue Corregidor, Cabo a Guerra y Juez de Comisos de La Victoria, su ciudad natal, y San Mateo, donde organizó los cuerpos de Milicias de Pardos. En 1765 fue Administrador de la Real Hacienda, designado por el gobernador José Solano. En julio de 1768 fue designado Coronel del batallón de Milicias Regladas de los Valles de Aragua.

## Vida personal, matrimonio e hijos
Mucho antes de contraer matrimonio, el Mantuano tuvo un primogénito hijo varón natural, que nació en su vivienda principal de Caracas por el año de 1750 llamado Juan Agustín Bolívar, quien fue comerciante, administrador y mano derecha en sus asuntos, el mismo hijo, pasó a residir en la Ciudad Portuaria de la Provincia de Maracaibo dónde Contrajo Nupcias el 22 de noviembre de 1772 en el Sagrario Catedral.
En 1773 contrae matrimonio con María de la Concepción Palacios y Blanco. De esta unión tienen cinco hijos (todos nacidos en Caracas):
- María Antonia. Nacida en 1777. (Ver: María Antonia Bolívar Palacios)
- Juana Nepomucena. Nacida en 1779. (Ver: Juana Bolívar Palacios)
- Juan Vicente. Nacido en 1781. (Ver Juan Vicente Bolívar Palacios)
- Simón José Antonio. Nacido en 1783 (Ver: Simón Bolívar)
- María del Carmen, nacida en 1785 (fallece al nacer).

## Acciones proindependentistas
Juan Vicente Bolívar, en 1782, en compañía del Marqués de Mijares y de Martín Tovar, escribió varias cartas a Francisco de Miranda pidiéndole que viniera a salvar a los venezolanos de la tiranía y opresión española. Algunos historiadores ponen en duda la veracidad de esto; sin embargo, el supuesto documento aparece entre los archivos de Miranda.

## Título de «marqués de San Luis»
Su padre, Juan de Bolívar y Martínez de Villegas, teniente general de los ejércitos españoles y fundador de la villa de San Luis de Cura, había pagado al monasterio de Montserrat, de Barcelona, la suma de veintidós mil ducados para adquirir un título de Castilla, que el rey había concedido a los monjes benedictinos para atender al mantenimiento de su convento. Este título sería el de marqués de San Luis, con el vizcondado previo de Cocorote. En 1792, su cuñado, Esteban Palacios, también padrino de confirmación de Simón Bolívar, viaja a Madrid con el encargo de gestionar la confirmación de ese título para Juan Vicente Bolívar Palacios, hermano mayor del Libertador, y para el pequeño Simón, el de Conde de Casa Palacios; sin embargo, las gestiones se retrasaron y los despachos correspondientes nunca se recibieron.